# Merak (Stadt)
Merak (indonesisch Pulo Merak) ist eine Hafenstadt im Verwaltungsgebiet der Stadt (Kota) Cilegon in der indonesischen Provinz Banten. Der am westlichen Ende der Insel Java liegende, für sehr große Schiffe geeignete Hafen ist Ausgangspunkt einer Fähre über die Sundastraße nach Bakauheni im Osten von Sumatra und bewältigt einen bedeutenden Teil des Güterumschlags für die Insel Java. 
Im Industriegebiet von Merak haben sich große petrochemische Produktionsstätten niedergelassen; hier befindet sich auch das größte Kohlekraftwerk Javas mit dem Namen Kraftwerk Suralaya. Die 1993 errichtete Fabrik PT Peni, ein Tochterunternehmen von BP Chemicals, ist Indonesiens größter Hersteller von Polyethylen. Merak ist durch eine gute Straße und eine Eisenbahnlinie mit Serang und der indonesischen Hauptstadt Jakarta verbunden.
Seit dem späten 16. Jahrhundert beherrschten die Holländer die Insel Java. Merak zählte wegen des günstig gelegenen Hafens zu den von den Europäern bevorzugten Siedlungen. Zur Zeit der napoleonischen Kriege besetzten die Briten von 1811 bis 1816 Java.
In der Küstenregion im Südwesten der Provinz Banten bildet der Tourismus einen bedeutenden Wirtschaftszweig.
Bei der großen Eruption des Vulkans Krakatau in der Sundastraße am 27. August 1883 zerstörte ein sehr starker Tsunami mit vielen anderen Siedlungen auch einen Teil von Merak. In der Umgebung der Stadt dominiert der Vulkan Karang einen Teil der Küstenregion.

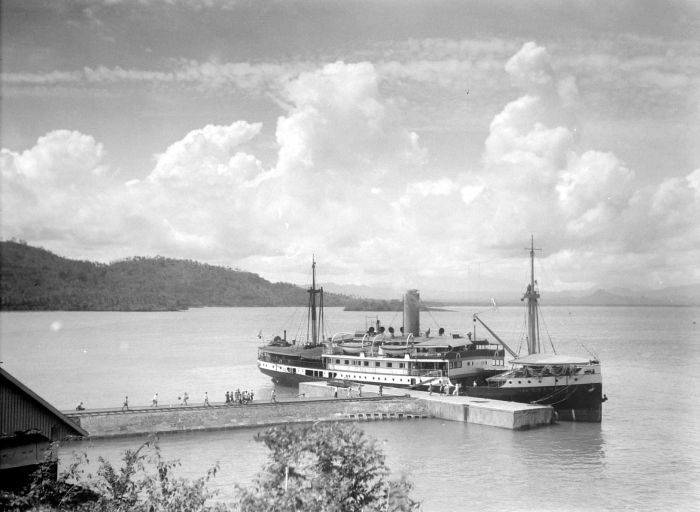
Im Hafen von Merak um 1930

Bei Merak bildeten die Japaner im Zweiten Weltkrieg, während des Pazifikkriegs, einen Brückenkopf für die Einnahme von Java. Am 1. März 1942 landeten hier die ersten Truppen der zweiten Division, der Hauptmacht des japanischen Angriffs, und begannen, ohne durch die schwachen holländischen Küstenschutzkräfte stark gestört zu werden, sofort den raschen Vorstoß über die Hauptstraßen nach Batavia.
Die indonesische Regierung plant mit dem Beizug von Investoren aus Europa den Bau einer Tunnelverbindung bei Merak unter dem Meer, um die Eisenbahnnetze von Sumatra und Java direkt zusammenzuschließen.